# Dino Lunardi
Dino Lunardi, född 25 oktober 1978 i Nîmes, är en fransk racerförare.